# 森達也
森 達也（もり たつや、1956年〈昭和31年〉5月10日 - ）は、日本のドキュメンタリーディレクター、テレビ・ドキュメンタリー・ディレクター、ノンフィクション作家、小説家。明治大学特任教授。

## 概要
広島県呉市生まれ。海上保安官の父の転勤に伴い、引越しの多い幼少期を過ごす（広島→青森→新潟→石川→富山→新潟）。新潟県立新潟高等学校、立教大学法学部卒業。大学では自主映画製作集団「パロディアス・ユニティ」に所属し、同サークルには黒沢清や塩田明彦らがいた。就職活動はせずにモラトリアムとしてアルバイトを転々としつつ逃避のために7年間、関心が無かった演劇活動に打ち込む。29歳の時、林海象の監督デビュー作『夢みるように眠りたい』に主演する筈だったが、森が入院したため代役として佐野史郎が出演し、佐野の演技力と作品のヒットの結果で役者を諦め、就職活動を始め、最初に広告代理店に就職。その後も職を転々とし、不動産会社、商社、そして1986年テレビ番組制作会社へ転職。後にフリーになる。
1992年にミゼットプロレスのテレビドキュメント作品『ミゼットプロレス伝説 〜小さな巨人たち〜』でデビュー。
広報副部長荒木浩を中心にオウム真理教信者達の日常を追うドキュメンタリー映画『A』を公開。ベルリン国際映画祭に正式招待される。2001年には続編『A2』を発表。山形国際ドキュメンタリー映画祭にプレミア出品され、市民賞・審査員賞受賞。一方、テレビでは、フジテレビ「NONFIX」枠で、秋山眞人、堤裕司、清田益章らエスパーを職業とする者たちの日常をとらえた『職業欄はエスパー』（1998年）、他の生物を犠牲にして生きる人間の矛盾を描いた『1999年のよだかの星』（1999年）、『「放送禁止歌」〜歌っているのは誰?規制しているのは誰?〜』（1999年）など、タブーから目をそらさない姿勢で取り組んだドキュメンタリー作品を続けて制作。2014年に全国的な騒動に発展した佐村河内守の「ゴーストライター問題」を題材に映画化することとなり、同年秋から関係者への取材や撮影を極秘裏に進行させ、2016年に『FAKE』を劇場公開した。製作中の報道では、佐村河内や新垣隆の見方や関係がひっくり返るかもしれないとされた。

## エピソード・主張
- 立教大学時代は映画サークル「立教SPP」に所属[15]。このサークルには黒沢清や塩田明彦らがいた[15]。同時期、俳優を志し劇団青俳付属俳優養成所に入所[16]。また、黒沢や石井聰亙の映画にも出演した[15]。
- 「映画監督になるにはどうしたらいい？」という質問に「愚問だ。映画監督になりたいなら、既に自ら行動して映画を作っているはず。自分の体から溢れ出る熱みたいなものが無ければ、人の心を動かす作品なんて作れるはずがない」と回答。
- 大学を卒業しても就職せずに、芝居をしながらアルバイトを転々としていた。当時について、モラトリアムと自己暗示し、「社会に出るのが怖かったんだと思います。社会参加する勇気がなかった。それをなんとか引き延ばそうとしていたんだろうなっていう気がしますね。」と語っている[8]。社会に出ない理由づけとして、「芝居やってるから」って自分に言い聞かせていただけで芝居自体に夢中では無かった、先の事を考えないようにしていたと述べている。そんな中で借金ばかりで家賃滞納で追い出され続ける年収60万円ほどの生活であったが、友人で有名な映画監督になる前の林海象に主役と人集めを依頼されたが、主役の森が撮影前に入院してしまった。しかし、自身の主役代役を務めた佐野史郎のために作品が大ヒットしたことで芝居の才能がないとし、7年続けていたフリーターを辞めることを決意する。一人目の妻はその時に入院してた時に知り合った看護師で、29歳の当時はいい機会だから定職でも就こうかなと結婚し、仕事を転々としながら二人の子供を儲けた。以降に今の仕事をしようとしたが、二人目生まれたばかりと悩んでいた[8]。再婚した妻はライターの山崎広子。
- 2004年に発表したノンフィクション『下山事件（シモヤマケース）』において「彼」と匿名で登場する取材協力者が、事件に関わる自動車の車種など著者である森に詳細に語る部分が記されていた[17]。2005年7月、当の「彼」である柴田哲孝が、『下山事件 最後の証言』（祥伝社）を実名で発表。書中で森の書いた証言部分は事実ではないと指摘した[18]。森は2006年の『下山事件』の文庫化に際し「付記」の中で、「こんな場合、おおむね語られた人よりも語った人の記憶のほうが正しい」「つまり僕は圧倒的に分が悪い」「この本に記したように柴田から聞いた記憶があるけれど、それは糺されねばならないだろう」と、ほぼ柴田の指摘を認め、あくまでもミスに過ぎず、意図的な捏造ではないとも述べ、記憶通りに書いたことを理由に、本文自体は変更せず「謝罪はしない。なぜなら自分が間違ったことをしたとは思っていない」と述べ、この付記を含めて、評価は読者であるあなたがすることなのだから、と結んでいる[19]。
- 2013年に従軍慰安婦について、「多くの韓国人女性が、自分たちは強制的に連行されたと訴えている。ならば現場レベルでは（国家とか組織とか個人とか多少とか関係なく）絶対に強制はあった。文書や資料が見つかっていないことだけを理由にして、国家は関与していないとか軍は組織的に関わっていないとの言説は成り立たない」と主張している[20]。
- 2005年の『言論統制列島』では「僕は、思想・信条から自由でありたいというか、むしろ特定の思想・信条やイズム（主義）にどうしても埋没できない。だからね、左でも右でも、まあ、どっちでもいい」「マルクスなんか読んだこともない」と発言している[21]。一方では護憲派を広言しており、2016年に選挙権が18歳に引き下げられた際にコメントを求められたとき、「（自民党に投票するくらいなら投票を）棄権して欲しい」と発言している[22]。
- 神戸連続児童殺傷事件の加害者「元少年A」が出版した『絶歌』について、被害者遺族が「手記を出版されたくない」と感じるのは当たり前だが「出版をやめさせて本を回収すべきだ」という意見に対しては言論や表現を封殺してよいのかとの疑問を感じる。論理も大事だと訴えたい。禁書や焚書を生む社会が個人に優しい社会とは思えない。出版に際し遺族の了解を得るべきだったとの意見もあるが、「そうすべきだった」とは言いたくない。遺族の事前了承を出版が必要とする社会ルールにすれば、加害者の経験や思いがブラックボックスに入ってしまう可能性がある。「意味のある本だから出版されるべきだ」ではなく、「多くの人が納得できる意味づけがなければ出版されるべきではない」という空気が強まることが心配と語っている[23]。

### 評価
- 藤井誠二によると、藤井が佐木隆三の門司の自宅を訪ねると、佐木に「森達也と君は友だちらしいな」と怪訝な顔をされ、森は麻原裁判に一度しか来ていないのに本を書いているのがけしからん、だから森は信用できない、ノンフィクションを資料と主観だけで書くのはダメなんだ、と言われたことがあるようである。[24]

## オウム真理教関連
- 2010年出版の『A3』（集英社インターナショナル）で第33回講談社ノンフィクション賞受賞。この賞に対し、日本脱カルト協会代表理事の西田公昭や弁護士の滝本太郎、ライターの青沼陽一郎らは、「松本死刑囚からの指示を認定した確定判決にほとんど触れず、ノンフィクションとは言えない」と批判し、2011年9月1日付で講談社に抗議書[25]を郵送し、9月2日に記者会見を行った。滝本太郎は2012年にブログにて、オウム真理教教団の暗部はみせずにつまりは支援する映画「Ａ」につき、教団から「映画Ａ推進委員会」というダミー団体まで作ってもらっていた森達也の罪と、全く別の捏造報道を批判したためにオウム真理教関連ですら自身を出禁にしているNHKが坂本弁護士事件発覚後も森達也を今までどおり出演させてることを批判している[26]。
- 前述の抗議書に対して森は『創』で反論し公開論争を呼び掛け『創』が滝本太郎に提案したが、経過について行き違いがあり[27]、滝本は討論する意義はないとして応じず[28]、森も黙殺するといって議論にならなかった[29]。

- 2018年6月4日に立ち上げ記者会見を行った「オウム事件真相究明の会」では、呼びかけ人として名前を連ねた[30]。オウム真理教については、教祖の麻原彰晃（2018年7月6日死刑執行）に対する確定判決で、「被告人は、東京に大量のサリンを散布して首都を壊滅しその後にオウム国家を建設して自ら日本を支配することなどを企て、ヘリコプターの購入及び出家信者によるヘリコプターの操縦免許の取得を図るとともに、大量のサリンを生成するサリンプラントの建設を教団幹部らに指示したものというべきである」という事実認定がされているが[31]、同じく呼びかけ人の雨宮処凛によれば、森はこの記者会見で、「こだわる理由ふたつです。ひとつは動機がわからない」、「動機がわかんないんですよ。動機が語れるのは麻原だけです。でも彼は一審途中から完全に精神的に崩壊したと僕は思ってます。本来精神鑑定やるべきでした。でも誰もそれを言い出せなかった」と述べた[32]。森達也はその後も、「事件を解明するうえで動機は根幹だ。多くの人は地下鉄サリン事件をテロと言い添えるが、テロは政治的目的が条件だ。暴力的行為だけではテロではない。動機がわからないのならテロとは断言できない」と書いている[33]。

## 受賞歴
2024年
- 第47回日本アカデミー賞 優秀監督賞（『福田村事件』）

## 映像作品

### 劇場映画
- A（1997年）
- A2（2001年）
- アングラ刑事（最も危険な刑事まつり、2003年）
- あがた森魚ややデラックス（2009年） - 監修
- 311（2011年） - 綿井健陽、松林要樹、安岡卓治と共同監督
- FAKE（2016年）
- i-新聞記者ドキュメント-（2019年）
- 福田村事件（2023年）[35]

### TVドキュメンタリー
- ミゼットプロレス伝説 〜小さな巨人たち〜（1992年9月30日、フジテレビ・NONFIX）企画・プロデューサー:森達也/ディレクター:野中真理子
- ステージ・ドア（1995年　フジテレビ）
- 教壇が消えた日（1997年11月25日、フジテレビ・NONFIX）
- 職業欄はエスパー（1998年2月24日、フジテレビ・NONFIX）
- 1999年のよだかの星（1999年10月2日、フジテレビ・NONFIX）
- 放送禁止歌 〜歌っているのは誰? 規制しているのは誰?〜（1999年11月6日、フジテレビ・NONFIX）
- ドキュメンタリーは嘘をつく（2006年12月31日、テレビ東京） - 企画・監修
- 知るを楽しむ「私のこだわり人物伝」愛しの悪役レスラーたち 昭和裏街道ブルース（2008年7月、全4回、NHK教育テレビ） - 講師

### TVドラマ
- 『デッドストック〜未知への挑戦〜』最終話（2017年9月30日、テレビ東京） - 監督・出演

## 出演

### 映画
- しがらみ学園（1980年、黒沢清監督[15]）- 主演
- シャッフル（1981年、石井聰亙監督[15]）
- 神田川淫乱戦争（1983年、黒沢清監督[15]）- 良 役
- ネットシネマ『探偵事務所5』（2006年、林海象監督）
  - 第7話「5のおこり」（出演：宍戸錠、森達也）
- 緊急検証! THE MOVIE ネッシーvsノストラダムスvsユリ・ゲラー（2019年1月11日、東北新社[36]）
- WILL（2024年2月16日、エリザベス宮地監督[37]）

### 配信映画
- 新幹線大爆破（2025年4月23日、Netflix）- 小野寺勉 役

### ウェブ番組
- デモクラシータイムス（YouTube、不定期）
- エアレボリューション（ニコニコ生放送、2023年8月30日）

## 著書

### 単著
- 『「A」撮影日誌―オウム施設で過ごした13カ月』現代書館、2000年6月。ISBN 4768476872。
- 『放送禁止歌』解放出版社、2000年7月。ISBN 4759254102。

- 知恵の森文庫、2003年6月 ISBN 4334782256

- 『スプーン―超能力者の日常と憂鬱』飛鳥新社、2001年3月。ISBN 4870314509。

- 改題『職業欄はエスパー』 - 角川書店、2002年9月 ISBN 4043625022

- 『A―マスコミが報道しなかったオウムの素顔』角川書店、2002年1月。ISBN 4043625014。
- 『世界はもっと豊かだし、人はもっと優しい』晶文社、2003年4月。ISBN 4794965672。

- ちくま文庫、2008年3月 ISBN 4480424202

- 『ベトナムから来たもう一人のラストエンペラー』角川書店、2003年8月。ISBN 4048838288。

- 改題『クォン・デ―もう一人のラストエンペラー』 - 角川文庫、2007年7月 ISBN 4043625049

- 『池袋シネマ青春譜』柏書房、2004年3月 ISBN 4760124969
- 『下山事件（シモヤマ・ケース）』新潮社、2004年2月18日 ISBN 4104662011
  - 新潮文庫、2006年10月 ISBN 4101300712
- 『世界が完全に思考停止する前に』角川書店、2004年11月 ISBN 4048839004
  - 角川文庫、2006年7月 ISBN 4043625030
- 『いのちの食べかた』（よりみちパン!セシリーズ）理論社、2004年12月、ISBN 465207803X。イースト・プレス、2011年7月、ISBN 978-4781690025
  - 角川文庫、2014年6月 ISBN 9784041013328
- 『ドキュメンタリーは嘘をつく』草思社、2005年3月 ISBN 4794213891
- 『こころをさなき世界のために 親鸞から学ぶ 地球幼年期のメソッド』洋泉社、2005年4月 ISBN 4896919092
- 『悪役レスラーは笑う―「卑劣なジャップ」グレート東郷』岩波書店、2005年11月 ISBN 4004309824
- 『送還日記 映画送還日記公式パンフレット』リトルモア、2005年2月23日 ISBN 489815171X
- 『世界を信じるためのメソッド ぼくらの時代のメディア・リテラシー』理論社、2006年12月 ISBN 4652078218。イースト・プレス、2011年 ISBN 978-4-7816-9019-3
- 『東京番外地』新潮社、2006年11月16日 ISBN 410466202X
  - 新潮文庫、2009年7月28日 ISBN 4101300720
- 『日本国憲法』太田出版、2007年1月17日 ISBN 4778310357
- 『王様は裸だと言った子供はその後どうなったか』集英社、2007年8月 ISBN 4087204057
- 『ぼくの歌・みんなの歌』講談社、2007年10月26日 ISBN 4062141949
- 『死刑 人は人を殺せる でも人は、人を救いたいとも思う』朝日出版社、2008年1月10日 ISBN 4255004129
- 『視点をずらす思考術』講談社、2008年2月21日 ISBN 4062879301
- 『メメント』実業之日本社、2008年8月29日 ISBN 4408535389
- 『それでもドキュメンタリーは嘘をつく』角川文庫、2008年9月25日 ISBN 4043625057
- 『東京スタンピード』毎日新聞社、2008年12月13日 ISBN 462010731X
- 『マジョガリガリ』エフエム東京、2009年2月26日 ISBN 488745211X
- 『ドキュメント・森達也の「ドキュメンタリーは嘘をつく」』キネマ旬報社、2009年3月26日 ISBN 4873763118
- 『きみが選んだ死刑のスイッチ』（よりみちパン!セ シリーズ）理論社、2009年5月 ISBN 4652078455
- 『神さまってなに?』（14歳の世渡り術）河出書房新社、2009年6月11日 ISBN 4309616461
- 『誰が誰に何を言ってるの?』大和書房、2010年2月23日 ISBN 4479392009
- 『首都圏生きもの記』学習研究社、2010年3月17日 ISBN 4054045111
- 『極私的メディア論』創出版、2010年10月25日 ISBN 4904795075
- 『A3』集英社インターナショナル、2010年11月26日 ISBN 9784797671650 第33回講談社ノンフィクション賞受賞
- 『オカルト 現れるモノ、隠れるモノ、見たいモノ』角川書店、2012年4月10日 ISBN 4041101964
- 『「自分の子どもが殺されても同じことが言えるのか」と叫ぶ人に訊きたい：正義という共同幻想がもたらす本当の危機』ダイヤモンド社、2013年8月。ISBN 978-4478006832。
- 『たったひとつの「真実」なんてない: メディアは何を伝えているのか?』筑摩書房、2014年11月5
- 『すべての戦争は自衛意識から始まる---「自分の国は血を流してでも守れ」と叫ぶ人に訊きたい』ダイヤモンド社、2015年1月30
- 『チャンキ』新潮社、2015年10月30日- 小説作品
- 『同調圧力メディア』創出版 2017年4月15日
- 『FAKEな平成史』KADOKAWA、2017年9月22日
- 『ニュースの深き欲望』朝日新聞出版、2018年3月13日
- 『虐殺のスイッチ』出版芸術社、2018年10月10日、ちくま文庫2023年
- 『Ｕ 相模原に現れた世界の憂鬱な断面』講談社、2020年12月16日
- 『桃太郎は鬼ヶ島をもう一度襲撃することにした』ワニブックス、2021年10月8日
- 『千代田区一番一号のラビリンス』現代書館、2022年3月29日- 小説作品

### 共著
- （安岡卓治）『A2』 - 現代書館、2002年3月 ISBN 4768476821
- （河野義行他）『報道は何を学んだのか―松本サリン事件以後のメディアと世論』 - 岩波書店、2004年10月 ISBN 4000093363
- （姜尚中）『戦争の世紀を超えて―その場所で語られるべき戦争の記憶がある』
  - 講談社、2004年11月 ISBN 4062126699
  - 集英社、2010年2月19日 ISBN 4087465349
- （鈴木邦男・斎藤貴男）『言論統制列島―誰もいわなかった右翼と左翼』 - 講談社、2005年6月28日 ISBN 4062129779
  - 改題『言論自滅列島』　－河出文庫、2011年3月4日 ISBN 4309410715
- （佐野眞一・溝口敦等）『メディアの権力性 (ジャーナリズムの条件 3)』 - 岩波書店、2005年4月
- （宮台真司他『サブカル「真」論』 - ウェイツ出版、2005年9月 ISBN 4901391666
- （森巣博）『ご臨終メディア―質問しないマスコミと一人で考えない日本人』 - 集英社、2005年10月 ISBN 408720314X
- （代島治彦）『森達也の夜の映画学校』 - 現代書館、2006年4月 ISBN 4768476775
- （斎藤貴男）『日本人と戦争責任―元戦艦武蔵乗組員の「遺書」を読んで考える』 - 高文研、2007年4月 ISBN 4874983790
- （鈴木邦男・宮台真司他）『映画「靖国」上映中止をめぐる大議論』 - 創出版、2007年6月26日 ISBN 4924718882
- （島田裕巳他）『日本一早い平成史』 - ゴマブックス、2009年5月28日 ISBN 4777113566
- （藤井誠二）『死刑のある国ニッポン』 - 金曜日、2009年8月 ISBN 9784906605576 死刑存置派の藤井誠二との対談　2015年11月6日、河出書房新社から文庫化
- （蓮池透・鈴木邦男・池田香代子）『拉致〈2〉左右の垣根を超える対話集』 - かもがわ出版、2009年12月 ISBN 4780303133
- （江崎満他）『人間といういのちの相II―今いのちがあなたを生きている』 - 東本願寺出版部、2009年12月15日 ISBN 4834104117
- （毎日小学生新聞） 『僕のお父さんは東電の社員です』-現代書館、2011年11月25日　ISBN 4768456715
- （安岡卓治他) 『311を撮る』-岩波書店、2012年3月3日　ISBN 4000230492

### 対談集
- 『世界と僕たちの、未来のために 森達也対談集』作品社、2006年1月 ISBN 4861820669
- 『豊かで複雑な、僕たちのこの世界 森達也対談集』作品社、2007年8月29日 ISBN 4861821436